# Plathe (Meeresteil)
Plathe ist der Name eines Meeresteils der Ostsee zwischen den Inseln Rügen und Hiddensee vor der Küste Mecklenburg-Vorpommerns. Er verbindet die Bucht Libben im Norden mit dem Vitter Bodden im Süden.
Der etwa 0,5 km² große Meeresteil liegt westlich der Rügenener Halbinsel Bug und östlich des Windwattes Hahnentiefschaar. Nordwestlich der Plathe liegt die zur Insel Hiddensee gehörende Halbinsel Bessin. 
Der Name „Plathe“ leitet sich von der niederdeutschen Bezeichnung für eine Insel oder eine Sandbank, die gelegentlich trockenfällt, ab. Ursprünglich war auch die Plathe eine Sandbank, die die Fahrt der Schiffe zwischen dem Vitter Bodden und der Ostsee behinderte. Nach einem Erlass der preußischen Regierung aus dem Jahr 1817 wurde die größte Wassertiefe im Bereich der Sandbank durch eine weiße Tonne markiert, beiderseits derer die Schiffe fahren sollten. In einem Bericht aus dem Jahr 1837 wird darauf verwiesen, dass die Untiefe Plathe nun bereits auf 10 Fuß Wassertiefe ausgebaggert worden wäre.
Auch wenn die Plathe als Folge der Ausbaggerung im 19. Jahrhundert den Charakter als Sandbank verloren hat, blieb der Name für den Meeresteil erhalten und ist in einigen Verzeichnissen und Landkarten dargestellt. Auf anderen Karten trägt dagegen eine Insel auf der benachbarten Hahnentiefschaar irrtümlich die Bezeichnung Plathe, was laut Auskunft des Ständigen Ausschusses für geographische Namen vermutlich auf einen Übertragungsfehler zurückzuführen ist.